# یولدیبای
یولدیبای (انگلیسی: Yuldybay) یک شهرک در شهرستان کوگارچینسکی جمهوری باشقیرستان در کشور روسیه است.